# Grec italiota
El grec italiota (en grec: κατωιταλιώτικα, katoitaliótika) és una varietat del grec parlada a dues regions del sud d'Itàlia: el Salento i la Calàbria; aquestes varietats són conegudes com a grec salentí i grec calabrès. També és anomenat griko i grecànic (en italià: grecanico), per bé que sovint aquests termes es reserven específicament per la variant calabresa (grecànic) i la variant salentina (griko).
El grec italiota està en situació de minorització lingüística, en tant que és parlat solament per una part (entre 2.500 i 20.000) dels habitants de les poblacions on és autòcton, que al seu torn són, sobretot, parlants d'edat avançada. A més, la seva extensió és força reduïda, fruit del seu retrocés històric: es parla a poc més d'una dotzena de viles de la Calàbria i el Salento. A Calàbria, les poblacions grecòfones són Roccaforte del Greco, Roghudi, Gallicianò, Chorio, Condofuri, Bova, Bova Marina i Melito di Porto Salvo, que conformen l'anomenada Bovèsia, el país dels grecs de la Calàbria; al Salento, les poblacions grecòfones són Martano, Calimera, Martignano, Sternatia, Zollino, Corigliano d'Otranto, Soleto, Melpignano i Castrignano dei Greci, que conformen l'anomenada Grècia Salentina, el país dels grecs del Salento.
No hi ha consens històric pel que fa a l'origen del grec italiota: descendent del grec parlat a les colònies de la Magna Grècia fundades a partir del segle viii aC, o bé producte de l'ocupació de l'Imperi d'Orient a l'alta edat mitjana, que durà del segle vi al segle xi. Entre els acadèmics que han estudiat la qüestió i s'han posicionat hi ha, per una banda, Gerhard Rohlfs, seguit sobretot per lingüistes i historiadors grecs, com Iorgios Khatzidakis, Stylianós Kapsomenos, Agapitós Tsaponakis i Stamatis Karatzàs, partidaris de la tesi de la Magna Grècia; per altra banda, els italians Giuseppe Morosi, Oronzo Parlangeli i Rocco Aprile, partidaris de la tesi medievalista. A favor de la primera tesi hi ha la conservació de certs trets lingüístics perduts en grec comú, entre els quals elements de possible origen dòric; a favor de la segona, la presència de nombroses innovacions compartides amb el grec comú i desconegudes en fases més antigues. En fi, també hi ha autors que han volgut conciliar totes dues tesis: que a una població grecòfona que es remuntava a l'època de la colonització grega s'afegí una gran influència durant el domini constantinopolità.